# Mar i cel
|  | Aquest article tracta sobre l'obra d'Àngel Guimerà. Vegeu-ne altres significats a «Mar i cel (musical)». |

Mar i cel és una obra de teatre escrita per Àngel Guimerà l'any 1888 i estrenada al teatre Romea de Barcelona la vetlla del 7 de febrer del mateix any.
Es tracta d'una tragèdia romàntica escrita durant la primera etapa de Guimerà com a escriptor, que arriba fins a l'any 1890. Està escrita en vers i és de tipus historico-romàntic. Ja s'hi aprecien els trets principals del seu teatre, com per exemple els conflictes interns dels personatges, que es mouen en ambients romàntics.
L'acció de Mar i cel se situa en alta mar durant la primera meitat del segle xvii. L'obra explica l'amor impossible entre un pirata musulmà i una noia cristiana.
L'obra teatral està estructurada en tres actes, i manté la unitat de lloc, ja que en els tres actes l'acció es dona a la cabina del vaixell dels corsaris. Pel que fa a la llengua, l'obra està escrita en versos decasíl·labs blancs (sense rima), que obliguen a un estil declamatori i un to emfàtic, i destaca l'ús de l'hipèrbaton. Dins dels diàlegs, i sobretot en els monòlegs, hi trobem moltes imatges (en forma de metàfores i comparacions) d'alt valor poètic. Ara bé, en els diàlegs ràpids, el vers és tallat (en dues o més intervencions), de manera que l'estil s'acosta al col·loquialisme. També és proper al registre col·loquial l'ús d'exclamacions (Bah!, Oh!, Déu meu!), o girs propis de la parla col·loquial.

## Argument
L'acció passa el 1639. Saïd és el capità d'un vaixell de pirates algerians, que han fet presoners a un grup de cristians després d'assaltar la seva nau. Saïd, com el mateix Guimerà, és un mestís. El seu pare era musulmà i la seva mare cristiana, vivien tranquil·lament a la península Ibèrica. Mataren son pare i sa mare amb l'expulsió dels moriscos de 1609; per això vol venjança com bé diu sa mare abans de morir Venja'ns!.
Saïd està ferit després d'abordar i capturar un vaixell cristià, ordena que li portin una noia cristiana perquè li curi les ferides: aquesta noia és Blanca, l'única dona entre els presoners, una noia que des de petita ha estat reclosa en un convent i que s'adreçava, abans de l'abordatge, cap a Barcelona per professar l'hàbit de monja. Els altres personatges cristians que són presoners són: Carles, el pare de Blanca, que té un important càrrec militar; Ferran, el capità del vaixell cristià i cosí de Blanca, secretament enamorat d'ella des de la infantesa, i altres mariners. El seu destí serà vendre'ls com a esclaus, demanar un rescat en el cas de Carles, i l'harem del senyor d'Alger per a Blanca, la qual està disposada a morir abans de caure en aquest destí.
Agraït per la cura, Saïd li atorga a Blanca més privilegis que a la resta de presoners i amb el temps s'enamora d'ella. Quan Saïd explica, en un monòleg carregat de dramatisme, la història dels seus pares, Blanca s'emociona fins a plorar. Per purgar la culpa d'haver sentit compassió per un infidel planeja matar-lo amb un punyal quan dormi, però li falten les forces en l'intent, i Saïd, un cop despert, li ofereix el pit perquè li clavi i aleshores ella es desmaia.
Al segon acte, Blanca està confosa pels nous sentiments que descobreix envers Saïd, alhora que es va descobrint en Saïd, sense confessar-ho, l'interès i la passió que sent per aquesta dona, delatats per la gelosia que sent en creure que Ferran i Blanca estan junts. Un cop Saïd certifica que no hi ha res entre ells, es desferma un amor impossible entre Saïd i Blanca, ja que pertanyen a mons diferents i oposats i saben que el seu amor no serà ben vist per ningú.
Joanot, un cristià renegat de la tripulació de Saïd, és el factor que capgira la situació. Fugitiu de la justícia i enrolat amb els musulmans, pateix unes grans contradiccions per haver abandonat la seva religió i desitja reconciliar-s'hi. Per guanyar-se el favor dels cristians decideix alliberar els presoners, que maten tots els pirates, excepte Saïd, i aconsegueixen el control del vaixell.
Al tercer acte, Blanca fa guàrdia davant la cabina on Saïd és tancat, per impedir que li facin mal, amb l'amenaça que, si el toquen, ella es clavarà el punyal. Carles, el pare de Blanca, renega de la seva filla en veure que estima un musulmà. Hi ha dos intents de salvar Saïd: primer Joanot està disposat a sacrificar-se perquè donin per mort Saïd en el seu lloc i aquest pugui fugir, a canvi de reconciliar-se amb els seus i que preguin per la salvació de la seva ànima; més tard, Ferran, que en el fons admira el seu adversari i ha entès que la seva cosina no estava feta per ser monja, li fa preparar una barca de rems per fugir de nit. Quan estaven executant aquest pla, apareix Carles i a l'últim moment dispara a Saïd, però Blanca s'interposa per protegir-lo, rep ella el tret i mor pel tret del seu pare. Aleshores, Saïd es tira al mar amb Blanca i moren tots dos junts. La mort dels dos protagonistes és l'única manera d'aconseguir estar junts en amor. Viuen en dos mons oposats, un és el mar i l'altre el cel, que només s'ajunten a l'horitzó que és la mort.

## Repartiment de l'estrena
- Blanca: Mercè Abella.
- Saïd: Teodor Bonaplata.
- Carles: Jaume Martí.
- Ferran: Joan Isern.
- Joanot: Jaume Virgili.
- Hassen: Ernest Fernández.
- Malek: Lluís Muns.
- Osman: Modest Arenyas
- Mahomet: Mateu Marquès.
- Guillem: Ramon Valls.
- Roc: N.N.
- Corsaris, mariners, soldats, etc.

## Traduccions i adaptacions
Aquesta obra ha estat traduïda al castellà per Enric Gaspar; al francès, per Artur Vinardell; a l'anglès, per Francesc Roig; a l'italià, per Suñer; a l'esperanto, per Jaume Grau Casas. Existeixen altres tres traduccions al txec, al sicilià i al portuguès.
L'obra donà lloc a un musical produït per Dagoll-Dagom, Mar i cel (musical). La versió castellana inspirà l'obra Ni mar ni cielo o la monja del puñalet, d'Enrique González Bedmar (1892).